# Luigi Sposito
Luigi Sposito (8 marca 1921 w Sorrento – 11 czerwca 2004) – włoski duchowny katolicki, biskup, wysoki urzędnik Kurii Rzymskiej.
Święcenia kapłańskie przyjął 10 czerwca 1945. Przez wiele lat związany z Kurią Rzymską, w grudniu 1992 mianowany biskupem tytularnym Tagaria i sekretarzem Prefektury Spraw Ekonomicznych Stolicy Świętej. Sakry biskupiej udzielił mu 6 stycznia 1993 Jan Paweł II.
W 1997 przeszedł na emeryturę; w lutym 1998 otrzymał biskupią stolicę tytularną Capreae.